# Шавис (Пара)

Шавис на карте штата.

Шавис (порт. Chaves) — муниципалитет в Бразилии, входит в штат Пара. Составная часть мезорегиона Маражо. Входит в экономико-статистический микрорегион Арари. Население составляет  21 005 человек на 2010 год. Занимает площадь 13 084,760 км². Плотность населения — 1,61 чел./км².

## Демография
Согласно сведениям, собранным в ходе переписи 2010 г. Национальным институтом географии и статистики (IBGE), население муниципалитета составляет:
| Полное население                               | Полное население                               | Полное население                               | Полное население                               | 21 005 |
| ---------------------------------------------- | ---------------------------------------------- | ---------------------------------------------- | ---------------------------------------------- | ------ |
| в том числе:                                   | Городское население                            | 2510                                           | Процент городского населения, %                | 11,95  |
|                                                | Сельское население                             | 18 495                                         | Процент сельского населения, %                 | 88,05  |
|                                                | Мужское население                              | 11 180                                         | Процент мужского населения, %                  | 53,23  |
|                                                | Женское население                              | 9825                                           | Процент женского населения, %                  | 46,77  |
| Плотность населения, чел/км²                   | Плотность населения, чел/км²                   | Плотность населения, чел/км²                   | Плотность населения, чел/км²                   | 1,61   |
| Население муниципалитета в % к населению штата | Население муниципалитета в % к населению штата | Население муниципалитета в % к населению штата | Население муниципалитета в % к населению штата | 0,28   |

По данным оценки 2015 года население муниципалитета составляет 22 566 жителей.

## Статистика
- Валовой внутренний продукт на 2003 год составляет 71 712 282,00 реалов (данные: Бразильский институт географии и статистики).
- Валовой внутренний продукт на душу населения на 2003 год составляет 4138,04 реалов (данные: Бразильский институт географии и статистики).
- Индекс развития человеческого потенциала на 2000 год составляет 0,581 (данные: Программа развития ООН).

## Административное деление
Муниципалитет состоит из 2 дистриктов:
| № | Наименование дистрикта  | Наименование дистрикта (порт.) | Территория, км² | Население, чел.(2010) | Население, чел.(2010) | Население, чел.(2010) | Плотность, чел./км² | Код дистрикта |
| № | Наименование дистрикта  | Наименование дистрикта (порт.) | Территория, км² | всего                 | городское             | сельское              | Плотность, чел./км² | Код дистрикта |
| 1 | Шавис                   | Chaves                         | 10 807,03       | 18 016                | 2427                  | 15 589                | 1,67                | 150250905     |
| 2 | Сан-Себастьян-ди-Висоса | São Sebastião de Viçosa        | 2277,73         | 2989                  | 83                    | 2906                  | 1,31                | 150250910     |

## Важнейшие населенные пункты
| № | Населённый пункт        | Населённый пункт (порт.) | Категория | Население чел. (2010) | На карте                       |
| - | ----------------------- | ------------------------ | --------- | --------------------- | ------------------------------ |
| 1 | Шавис                   | Chaves                   | город     | 2427                  | 0°09′53″ ю. ш. 49°59′02″ з. д. |
| 2 | Сан-Себастьян-ди-Висоса | São Sebastião de Viçosa  | поселок   | 83                    | 0°34′38″ с. ш. 50°07′10″ з. д. |